# Edge of Sanity
Edge of Sanity — шведський музичний метал-гурт, заснований у 1989 році в місті Фінспонг. Разом з Opeth розглядаються, як одні з засновників стилю екстремального металу, що поєднував дез-метал та блек-метал з прогресивним роком. Гурт припинив свою діяльність у 1999 році, втім у 2003 його було відновлено зусиллями Дана Свано, який спромігся видати ще один альбом під маркою Edge of Sanity.

## Історія
Гурт Edge of Sanity було засновано у шведському місті Фінспонг в 1989 році. Після видання кількох демо-записів у 1991 році світ побачив їх дебютний альбом «Nothing But Death Remains», що був класичним зразком дез-металу. Втім, вже наступний реліз колективу під назвою «Unorthodox» містив такі треки, як Enigma чи When All Is Said, що серйозно відрізнялися від класики жанру, виходячи далеко за його кордони.
З кожною наступною роботою вплив прогресивного металу на творчість гурту лише посилювався і квінтесенцією цього впливу став альбом «Crimson» 1996 року, що являв собою один 40-хвилинний концептуально-прогресивний трек. Як запрошені музиканти на цьому альбомі з'явилися Мікаель Окерфельдт з гурту Opeth та віолончеліст Андерс Моребю.
Наступного року після релізу під назвою «Infernal» колектив залишив вокаліст та автор пісень Ден Свано, якого покликаний був замінити Роберт Карлссон. У оновленому складі Edge of Sanity того ж року записали ще один альбом — «Cryptic», але було зрозуміло, що без Сване це вже зовсім інший гурт і у 1999 році колектив ухвалив рішення про припинення свого існування.
У 2003 році Дан Свано відновив Edge of Sanity, як проєкт одного музиканта, та записав альбом «Crimson II», де як сесійні музиканти йому допомагали Мікаель Вікстрем, Сімон Юганссон, Юнас Гранвік та Рогер Юганссон, які виконали епізодичні партії. Переважна більшість записаного матеріалу була виконана самим Свано. Цей альбом став фінальним акордом у творчості Edge of Sanity, більше до його відродження не поверталися ні Свано, ні хтось інший з колишніх учасників гурту. У 2006 та 2012 роках лейблом Black Mark Production було видано дві компіляції, що містили пісні з ранніх демо-записів, записи живих виступів та найкращі треки колективу.

## Склад гурту
Останній склад
- Дан Свано — вокал (1989–1997), гітара (1994–1997), піаніно (1992–1993), клавішні (1994–1996), бас-гітара (1997)

Окрім зазначених часових проміжків, на альбомі 2003 року практично усі партії на усіх інструментах належать саме Дану Свано.
Колишні музиканти
- Андреас Аксельссон — гітара (1989–1999), вокал (1997)
- Самі Нерберг — гітара (1989–1999)
- Андерс Ліндберг — бас-гітара (1989–1999)
- Бенні Ларссон — ударні (1989–1999)
- Роберт Карлссон — вокал (1997–1999)

## Дискографія

### Демо-записи
| Альбом                     | Рік  | Формат     | Лейбл                 |
| -------------------------- | ---- | ---------- | --------------------- |
| Euthanasia                 | 1989 | Демо-запис |                       |
| Kur-Nu-Gi-A                | 1990 | Демо-запис |                       |
| The Dead                   | 1990 | Демо-запис |                       |
| The Immortal Rehearsals    | 1990 | Демо-запис |                       |
| Dead but Dreaming          | 1992 | Демо-запис | Black Mark Production |
| Unorthodox                 | 1992 | Демо-запис | Black Mark Production |
| Lost                       | 1993 | Демо-запис |                       |
| Darkday                    | 1993 | Демо-запис |                       |
| The Spectral Sorrows Demos | 1993 | Демо-запис |                       |
| Infernal Demos             | 1996 | Демо-запис |                       |

### Альбоми
| Альбом                    | Рік  | Формат | Лейбл                 |
| ------------------------- | ---- | ------ | --------------------- |
| Nothing But Death Remains | 1991 | Альбом | Black Mark Production |
| Unorthodox                | 1992 | Альбом | Black Mark Production |
| The Spectral Sorrows      | 1993 | Альбом | Black Mark Production |
| Purgatory Afterglow       | 1994 | Альбом | Black Mark Production |
| Crimson                   | 1996 | Альбом | Black Mark Production |
| Infernal                  | 1997 | Альбом | Black Mark Production |
| Cryptic                   | 1997 | Альбом | Black Mark Production |
| Crimson II                | 2003 | Альбом | Black Mark Production |

### Компіляції
| Альбом                                       | Рік  | Формат        | Лейбл                 |
| -------------------------------------------- | ---- | ------------- | --------------------- |
| Evolution                                    | 1999 | Збірка пісень | Black Mark Production |
| When All Is Said: The Best of Edge of Sanity | 2006 | Збірка пісень | Black Mark Production |
| Kur-Nu-Gi-A                                  | 2012 | Збірка пісень | Black Mark Production |